# Henri Duvernoy
Pour les articles homonymes, voir Duvernoy.
Henri Duvernoy est un organiste, pianiste, compositeur et pédagogue français né le 16 novembre 1820 à Paris et mort dans cette même ville le 24 janvier 1906.

## Biographie
Henri Louis Charles Duvernoy naît le 16 novembre 1820 à Paris (ancien 2e arrondissement). 
Il est le fils de Charles Duvernoy, clarinettiste, professeur de musique et compositeur, et le neveu de Frédéric Duvernoy, corniste, professeur de musique et compositeur. 
Il entre jeune au Conservatoire de Paris, en 1829, et réalise un parcours complet au sein de l'établissement. Il y est élève d’Aimé Leborne, Pierre Zimmermann, Victor Dourlen, Fromental Halévy et François Benoist, et remporte cinq premiers prix : solfège en 1833, piano en 1838, harmonie en 1939, contrepoint et fugue en 1841, et orgue en 1842. L’année suivante, il se présente au Concours de Rome avec la cantate Le Chevalier enchanté d'Amédée de Pastoret et obtient un premier Second Grand Prix (le premier prix n'ayant pas été décerné).  
Comme pédagogue, Henri Duvernoy est nommé professeur adjoint de solfège au Conservatoire de Paris en 1839, est titulaire à partir de 1848, puis enseigne l’harmonie à compter de 1878, avant de prendre sa retraite le 1er janvier 1881.  
Dans le cadre de son enseignement, il forme de très nombreux élèves et rédige plusieurs ouvrages qui feront autorité : 25 Leçons de solfège à changements de clefs (Paris, L’auteur, 1857), qui sera adopté par le Conservatoire de Paris et ses succursales régionales, ainsi que par les Conservatoires de Bruxelles et de Liège, et Solfège artistique avec accompagnement de piano, divisée en 2 parties (Paris, L’auteur, 1860). Il est aussi l'auteur de plusieurs recueils de dictées musicales, d'études, de vocalises, et autres leçons de solfège. 
Pour cette abondante production didactique, il est lauréat trois fois du prix Trémont de l'Académie des beaux-arts, en 1862, 1869 et 1876. Il est également nommé officier d'académie dans l'ordre des Palmes académiques en 1875 (et deviendra officier de l'instruction publique en 1881), ainsi que chevalier de l'ordre de Léopold (Belgique) en 1867. 
En parallèle de ses activités pédagogiques, Henri Duvernoy est organiste du culte protestant, d’abord au temple des Billettes de la rue des Archives à Paris, à partir de 1849, puis au temple de la Rédemption, rue Chauchat. Enfin, en 1858, il passe au temple de Penthemont situé rue de Grenelle dans le septième arrondissement. Avec son oncle par alliance Georges Kuhn (1789-1858), il avait été chargé en 1846 par le consistoire de Montbéliard de réformer le chant des psaumes et des cantiques à l’usage des temples du culte évangélique de France, ce qui a abouti à la publication d’un Nouveau choix de psaumes et de cantiques harmonisés à quatre voix, et composées en partie par MM. Kuhn et Henri Duvernoy (Paris, 1848, 2 volumes), ainsi qu'à un travail similaire réalisé par la suite avec Duprato, en 1859.
Outre ses publications pédagogiques et son travail sur la liturgie protestante, Henri Duvernoy a beaucoup composé pour le piano. On lui doit en effet plus d’une centaine de pages pour cet instrument, en particulier de nombreuses pièces de musique légère, mais également plusieurs mélodies pour chant et piano et quelques chœurs pour voix d'hommes. 
Il meurt le 24 janvier 1906 à Paris (10e arrondissement). 

## Œuvres
Parmi ses œuvres dotées d'un numéro d'opus figurent :
- Le Sylphe, nocturne élégant, 2e rêverie expressive pour piano, op. 9
- 2 Études de genre pour piano, op. 10
- Une page de ma vie, méditation poétique pour le piano, op. 19
- La Sainte Catherine, divertissement pour piano, op. 20
- L'Appel au plaisir, rondo valse pour piano, op. 21
- Gouttes de rosée, grande valse de salon pour piano, op. 22
- Le Ménétrier du village, 2e divertissement pour piano, op. 26
- 6 Récits mélodiques de divers caractères pour piano, op. 27
- Orphée aux Enfers, ronde fantastique pour piano, p. 28
- Les Bords du Doubs, impromptu pour le piano, op. 31
- Le Dernier chant du Camoëns, 3e romance sans paroles pour le piano, op. 32
- Souvenirs du Rhin, 6 études de mécanisme et de style pour le piano, op. 33
- Fantaisie élégante pour le piano sur la romance favorite de « Nina ou la Folle par amour » de Dalayrac, op. 34
- Solo pour le piano, morceau de concours, polonaise op. 35
- Phoebus, 3e étude-galop de concert pour piano, op. 36
- Fantaisie élégante n° 2 pour le piano, sur un air de Guédron, maître de musique de Louis XIII, op. 37
- Fleur d'innocence, 4e romance sans paroles pour piano, op. 38
- Le Carillon du St Bernard, caprice de genre pour le piano, op. 40
- Illusions perdues, romance sans paroles pour le piano, op 41
- Le Bonheur sous le chaume, 7e romance sans paroles pour le piano, op. 43
- Macbeth, opéra de Verdi, brindisi varié pour le piano, op. 44
- Le Baptême de la poupée, rondo mignon pour le piano, op. 45
- Le Couronnement de la rosière, rondo villageois pour piano à 4 mains, op. 46
- Le Coursier du désert, 2e étude-galop de concert pour le piano, op. 47
- Fantaisie brillante sur Louise Miller, opéra de G. Verdi, pour le piano, op. 49
- L'Amour d'une mère, 8e romance sans paroles pour le piano, op. 50
- Les Amours d'un fou, pièce caractéristique pour le piano, op. 51
- Un jour à Séville, boléro brillant pour le piano, op. 52
- Soirées d'Auteuil, 6 pièces caractéristiques pour le piano, op. 53
- Les Croisés en Terre-Sainte, étude de genre pour le piano, op. 54
- Premier chagrin, rêverie pour le piano, op. 55
- Fantaisie brillante sur l'Étoile du Nord, opéra de G. Meyerbeer, pour piano, op. 56
- Gais loisirs, 12 petites pièces caractéristiques pour le piano, op. 57
- Fantaisie élégante sur la Promise, opéra de L. Clapisson, pour piano, op. 58
- Solitude, élégie pour le piano, op. 59
- Sicilienne, 2e morceau de concours pour piano, op. 60
- Les Concerts du Bocage, sérénade pour piano, op. 61
- Isabelle, grande valse brillante pour piano à 4 mains, op. 62
- Le Moulin à paroles, pièce de genre pour piano, op. 63
- Premier bonheur, rêverie pour piano, op. 64
- Heures d'exil, 2 mélodies caractéristiques pour le piano, op. 65
- Fleur d'Andalousie, 2e sérénade pour le piano, op. 67
- Absence, 9e romance sans paroles pour le piano, op. 68
- Le Prince Papillon, divertissement brillant pour piano à 4 mains, op. 69
- Enthousiasme, allegro-appassionato pour le piano, op. 70
- Harmonies de la Mer, 10e romance sans paroles pour piano, op. 71
- Brune et blonde, valse élégante pour piano à 4 mains, op. 72
- Les Veillées du Château, 2 rêveries expressives pour piano, op. 74
- Harmonies des bois, 2 mélodies caractéristiques pour piano, op. 75
- Fleurs du Souvenir, 2 pensées caractéristiques pour piano, op. 76
- Le Lever d'un beau jour, rêverie expressive pour piano, op. 77
- 2 pensées caractéristiques pour le piano, op. 78
- 2 mélodies caractéristiques pour le piano, op. 80
- 2 romances sans paroles pour piano, op. 81
- 2 romances sans paroles pour piano, op. 82
- Fleur de beauté, andante con variazioni pour le piano, op. 83
- Danse Kalmouk, caprice de genre pour piano, op. 84
- Perle d'Espagne, boléro brillant pour piano, op. 85
- Étude-Rêverie pour piano, op. 86
- La Princesse Yseult, caprice caractéristique pour piano, op. 87
- Alerte, piqueurs, caprice caractéristique pour piano, op. 88
- Rondeau mignon pour le piano, op. 89
- Menuet symphonique n° 2 pour piano, op. 90
- Douce Souvenance, 14e romance sans paroles pour piano, op. 91
- Alsace et Lorraine, méditation pour piano, op. 92
- Ange des rêves, harmonie poétique pour piano, op. 93
- 2 pensées mélodiques pour piano, op. 94
- Rayon de Soleil dans un ciel sombre, 15e romance sans paroles pour piano, op. 95
- Salut ! ô belle et noble France, chant de guerre pour piano, op. 97
- Dans l'exil, chant élégiaque. La Jonque chinoise. 2 morceaux de genre pour piano, op. 98
- Chants brésiliens, 1re mosaïque pour piano, op. 99
- Une fête à Rio de Janeiro, polonaise brillante pour piano, op. 100
- 3 Pièces caractéristiques pour piano, op. 101
- Vivent les vacances, rondo élégant pour piano, op. 102
- Solo en si bémol majeur pour piano, op. 103
- Au bord du lac Majeur, fantaisie-impromptu pour piano, op. 104
- Fantaisie élégante pour piano sur des motifs favoris de Suzanne, opéra-comique de E. Paladilhe, op. 105
- Au gré des flots, poème descriptif pour piano, op. 106
- Sympathie, 3e sérénade pour piano, op. 107
- Marche triomphale pour le piano, op. 108
- 2 Récréations pour piano, op. 109
- Le Réveillon, rondoletto pour piano, op. 110
- Gais rossignols, chantez le doux printemps, fantaisie-caprice pour le piano, op. 119
- Fontaine-la-Dame, Souvenir de la vallée du Doubs, idylle pour piano, op. 122
- Doux regard, rêverie pour piano, op. 125
- Les Bords de la Vistule, polonaise brillante pour piano, op. 124
- 3 Petites récréations très faciles pour piano, p. 126
- 6 récréations mignonnes pour le piano, op. 128
- Mon ami Gringalet, divertissement pour le piano, op. 129
- Les Noces d'or de grand' maman, gavotte pour piano, op. 130
- Une fête à Barcelone, boléro élégant pour piano, p. 131
- Amis ! Serrons les rangs, marche caractéristique pour piano, op. 132
- Grande Valse brillante de salon pour piano, op. 133
- Tout pour le Tzar, marche solennelle russe pour piano, op. 135
- Les Fusées volantes, pièce caractéristique pour piano, op. 136

## Distinctions
- Officier de l'ordre des Palmes académiques 1881
- Chevalier de l'ordre de Léopold 1867